# Kabel nieskrosowany
Kabel nieskrosowany, kabel prosty, kabel bez przeplotu – kabel ethernetowy używany do budowy lokalnych sieci komputerowych, gdzie wszystkie przewody skrętki w każdej z wtyczek 8P8C (najczęściej, lecz błędnie nazywanej RJ-45) kabla ethernetowego mają identyczny układ. Od strony technicznej, kabel z obu stron posiada zakończenia przewodów we wtyczce 8P8C typu T568A lub z obu stron typu T568B.
Kabel nieskrosowany jest użyteczny w przypadkach, gdy sieć będzie budowana przy pomocy urządzeń pośredniczących, takich jak router, koncentrator lub przełącznik. Można go również podłączać np. do bezprzewodowego punktu dostępu, routera Wi-Fi lub dysku sieciowego, gdyż każde z nich ma wbudowany switch (przełącznik). Początkowo kabel prosty nie mógł być używany do bezpośredniego połączenia dwóch kart sieciowych zamontowanych np. w komputerach, ponieważ powodowało to połączenie pinów pary służącej do nadawania informacji z pinami do nadawania, co kończyło się kolizją przesyłania pakietów w sieci. Do takiego połączenia wymagany był kabel skrosowany.
| Pin | Zakończenie T568A | Zakończenie T568A | Zakończenie T568A  | Zakończenie T568B | Zakończenie T568B | Zakończenie T568B  | Ułożenie pinów we wtyczce 8P8C |
| Pin | sygnał            | para              | kolor              | sygnał            | para              | kolor              | Ułożenie pinów we wtyczce 8P8C |
| --- | ----------------- | ----------------- | ------------------ | ----------------- | ----------------- | ------------------ | ------------------------------ |
| 1   | BI_DA+            | 3                 | biało-zielony      | BI_DB+            | 2                 | biało-pomarańczowy |                                |
| 2   | BI_DA−            | 3                 | zielony            | BI_DB−            | 2                 | pomarańczowy       |                                |
| 3   | BI_DB+            | 2                 | biało-pomarańczowy | BI_DA+            | 3                 | biało-zielony      |                                |
| 4   |                   | 1                 | niebieski          |                   | 1                 | niebieski          |                                |
| 5   |                   | 1                 | biało-niebieski    |                   | 1                 | biało-niebieski    |                                |
| 6   | BI_DB−            | 2                 | pomarańczowy       | BI_DA−            | 3                 | zielony            |                                |
| 7   |                   | 4                 | biało-brązowy      |                   | 4                 | biało-brązowy      |                                |
| 8   |                   | 4                 | brązowy            |                   | 4                 | brązowy            |                                |

Od początku XXI w. w urządzeniach sieciowych wprowadzano mechanizm Auto MDI-X i aktualnie każdy port sieciowy typu 8P8C obsługuje tę technologię, więc nie ma znaczenia, czy korzysta się z kabli prostych, czy skrosowanych. Ethernetowe łącza gigabitowe (np. 1000BASE-T) i szybsze oparte na transmisji poprzez skrętkę komputerową wykorzystują wszystkie cztery pary przewodów do jednoczesnej transmisji w obu kierunkach. Wynika z tego, że nie mają one dedykowanych par nadawczych i odbiorczych, w związku z czym kable krosowane nigdy nie są wymagane do takiego typu komunikacji i można korzystać wyłącznie z typowych kabli prostych.